# Aeroportul Mayumba
Aeroportul Mayumba (IATA: MYB, ICAO: FOOY) este un aeroport din Gabon ce deservește zona Mayumba⁠(d). A fost numit după zona deservită.
Situat la o altitudine de 4 m, aeroportul dispune de o singură pistă.